# セマンティックデスクトップ
セマンティックデスクトップとは、計算機科学において、コンピュータのユーザインターフェイスやデータの処理能力を変更することで、アプリケーション間でデータやタスクを容易に共有し、一度で自動的に処理しきれないデータを扱うことを可能にする諸構想に付けられた総称である。これには、異なる人々と情報を自動的に共有できるようにする複数のアイディアが含まれる。このコンセプトはセマンティックウェブの考え方に関係しているが、セマンティックデスクトップの主な目的が情報を個人的に使用することにあるという点においてそれらは異なる。

## 概論
セマンティックデスクトップが論じられるようになった背景には、既存のユーザインターフェイスでは対処しきれない諸問題が明らかになってきたことがある。1つ目の問題点には、コンピュータは各ファイルの内容に関して多くの情報を扱うことができない点にある。例えば、ある主題に関して書かれた文書ファイルをダウンロードするとき、そのファイルには主題、筆者、出典もしくは著作権に関する情報も含まれていることが予想されるが、コンピュータ自身にはそのデータを取得したり処理したりする能力はない。すなわち、検索、取捨選択等各ファイルに応じた行動をとることはできない。これはセマンティックウェブに関わる大きな問題である。
2つ目の問題点は、コンピュータ上に保存される情報はフォーマットに応じた方法でしかアクセスしたり整理したりすることができないことにある。例えば、電子メールは各ファイルに分割して保存され、仕事の予定やメモ書きなどはメール自体と関係せず、また、あるカレンダーソフトウェアにそれらの情報を追加しても（たとえそれらがどれほど関連していようとも）肝心のコンタクト情報は別のアプリケーションに保存されることがある。さらに言うと、データが全てファイルシステムの一部として保存されていても異なるアプリケーションによってアクセスしなくてはならなかったり、非常に似通ったフォーマットであっても異なるプログラムを用いなければならないことがよくある。例えば、PDF、PostScript、Microsoft WordやASCII形式の各ファイルは、本質的には同一のものであるにもかかわらず異なるプログラムを用いて開く必要がある。
また、ユーザーはブラウザ等のプログラムを通じてインターネット上のデータにアクセスし、手元のコンピュータに無い情報を大量に取得するようになった。また、ユーザーは電子メールや別のファイル転送プログラムを用いて、データにアクセスするのと同様に、データを共有する必要性に迫られている。
セマンティックデスクトップは、セマンティックウェブの技術を導入してオペレーティングシステムを拡張し全てのデータを扱うようにすることによって、これらの諸問題を解決しようとする試みである。データ統合や改良されたユーザインターフェイス（もしくは既存のアプリケーション）技術を基にすることにより、各ユーザーは保存された情報を一括して管理できるようになる。
セマンティックデスクトップの定義は以下のとおりである（Sauermann et al, 2005年）。

セマンティックデスクトップは、個人が文書、マルチメディアファイル、メッセージなどのデジタル情報を保存することができる装置である。それらのデータはセマンティックウェブのリソースとして扱われ、それぞれのファイルはUniform Resource Identifier（URI）により識別され、あらゆるデータはRDFグラフとしてアクセスかつ問い合わせできる。ウェブのリソースは保存可能であり、作成されたコンテンツは他のコンピュータと共有することが可能。オントロジーの応用によりユーザーは個人的な知的モデルを表現し、情報とシステムとを意味論的に結び付けることができる。アプリケーションはこのことを尊重し、オントロジーとセマンティックウェブプロトコルを通して情報を保存したり読み込んだり、交流したりする。セマンティックデスクトップは、ユーザーの記憶に対する拡大された補完装置である。

## セマンティックデスクトップの異なる解釈
セマンティックデスクトップは様々に解釈されている。最も制限的なケースでは機械が読み込み可能なメタデータをファイルに追加するメカニズムを追加するものとして捉えられているが、極端な場合は既存のユーザインターフェイスを完全に置き換え、あらゆる形式のデータを統一し首尾一貫した単一インターフェイスを生み出すもの、と解釈されることもある。上に記載された問題点の扱い方によって捉え方は様々にある。

## セマンティックウェブとの関係
セマンティックウェブでは機械が読み取り可能なメタデータを作成することでコンピューターが共有ファイルを処理し、また、そのファイルに応じたフォーマットとスタンダードを作り出すことに関して作業が進められている。つまりユーザーのデータをコンピュータ上でより多く処理し簡単に共有できるようにすることがセマンティックウェブの目的であると言えるが、セマンティックデスクトップでは扱われる領域は単にインターネット上に保存されているデータにとどまらず、ユーザーの手元にあるコンピュータまで広げられる。
しかし統一されたインターフェイスを作成し、フォーマットから独立した方法でデータにアクセスを可能にするという目的は、実際にはセマンティックウェブの問題ではないが、実際には、セマンティックデスクトップに関連したほぼ全てのプロジェクトはセマンティックウェブのプロトコルを利用してデータの保存を行っている。特にRDFの概念が用いられているが、フォーマット自体も使用されている。

### オープンソースの実装
- Gnowsis：NEPOMUKのリファレンス実装
- Deepamehta：ナレッジマネジメント用のソフトウェアプラットフォーム
- Tracker：メタデータのデータベースとファイルの検索
- Iris：セマンティックデスクトップのアプリケーションフレームワーク